# Базальна температура

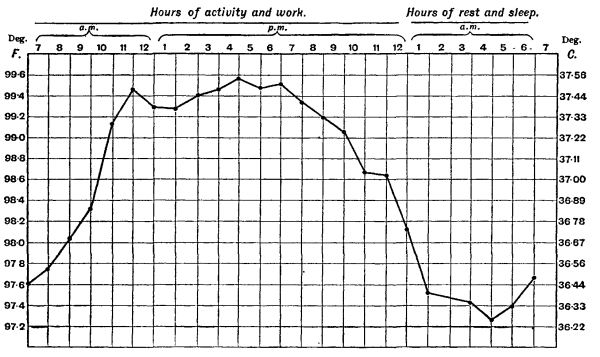
Графік зміни температури тіла впродовж дня

Базальна температура, або БТ — найнижча температура, що досягається тілом під час відпочинку (зазвичай під час сну). Зазвичай вимірюється одразу після пробудження до будь-якої фізичної активності, хоча виміряна таким способом температура трохи вища за справжню базальну температуру тіла (див. малюнок). У жінок овуляція викликає підвищення базальної температури на 0,25 — 0,5° С, тому вимірювання базальної температури — один зі способів визначення дня овуляції. Також збереження підвищеної БТ під час менструації з високою долею імовірності свідчить про настання вагітності. БТ зберігається підвищеною під час всього терміну вагітності.

## Температурний метод

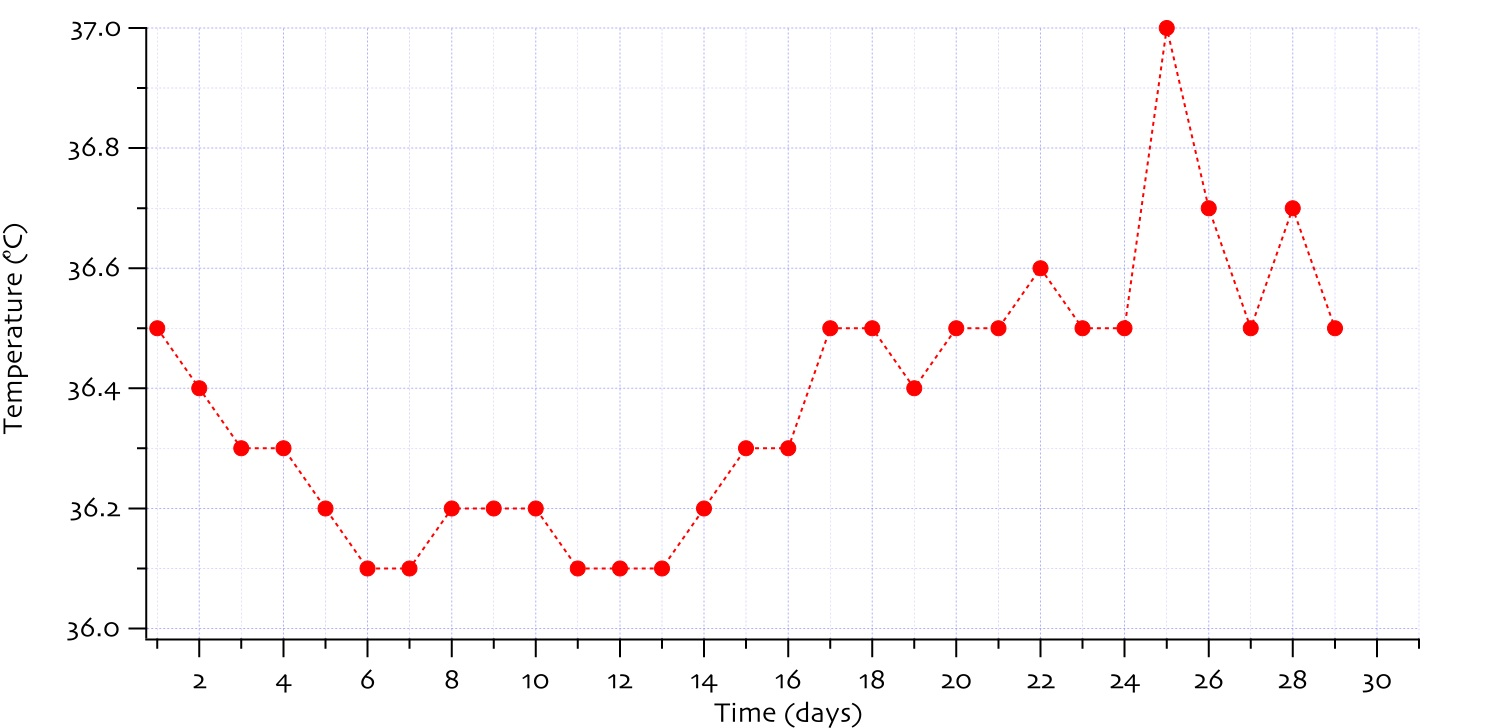
Графік БТ: менструаця розпочалася 1 дня, підйом між 14 та 18 днем свідчить про овуляцію. Пік 25 дня відбувся через більш пізнє вимірювання

Вимірювання базальної температури тіла — це тест функціональної діагностики, що дозволяє оцінити стан гормонального гомеостазу в організмі жінки і побічно дозволяє визначити фертильну фазу менструального циклу жінки. Вимірювання БТ використовується для визначення днів утримання від статевого акту (біологічний метод контрацепції) за неможливості або небажання використання інших контрацептивних засобів (даний метод є малоефективним). Він був уперше розроблений англійським професором Маршаллом у 1953 році.
Базальну температуру слід вимірювати в прямій кишці щодня одразу ж після пробудження, не встаючи з ліжка, після мінімум 3-х годинного (бажано 6-ти годинного) безперервного сну. Існують інші прийоми вимірювання базальної температури: вагінальний і оральний, але вони не є стандартними.
Цей метод вимагає самодисципліни і відрегульованого режиму дня, оскільки температуру необхідно вимірювати приблизно в один і той же час. На температуру впливає безліч факторів фізичного і психологічного стану: недосипання, прийнятий напередодні алкоголь, кишкові розлади, стрес, статевий акт, хвороби. Тому прийнято будь-які відхилення від норми заносити в графу Позначки в нижній частині графіка.
Результати вимірювань заносять у спеціальну таблицю, за значеннями температури будують графік. Завдяки тому, що приблизно за добу до овуляції температура трохи знижується, а під час неї підвищується на 0,3 — 0,6 градуса і тримається на цьому рівні до закінчення циклу, на підставі отриманого графіка можна наочно судити про дату овуляції.
Особливо в комбінації з цервікальним температурним методом температурний є надійним методом контрацепції, за умови правильного використання, точного вимірювання температури в точний час, утримання від статевого акту без інших методів контрацепції з 1 дня менструального циклу до дня овуляції + 3 дні, і відсутності змін температури неповʼязаних з овуляцією, таких як застуда (яка може наступити за декілька днів до овуляції, і створити хибний позитивний результат, що овуляція вже пройшла). Теоретичний індекс Перля становить усього 0,3 (тобто теоретично метод ефективний майже так само, як гормональні контрацептиви).[джерело?] У режимі утримання 9 днів (від −6 до +3 дні від овуляції при регулярному циклі) індекс Перля, за даними різних авторів, становить 2 — 16.[джерело?]
Крім того, повна картина температурних змін тіла, зафіксована у вигляді графіка, також допомагає визначити відсутність овуляції і виявити гормональні розлади, зокрема недостатність другої фази циклу, а відтак і причину безпліддя.
Під час терапії жіночими статевими гормонами вимірювання БТ показуватиме приблизно однакову температуру впродовж усього циклу, оскільки температура буде обумовлена концентрацією гормонів, що надійшла в організм із препаратами, а не власною роботою яєчників.

## Типи температурних кривих
I тип — підвищення температури в другу фазу циклу не менш ніж на 0,4 °C; наявне «предовуляторне» і «предменструальне» падіння температури. Тривалість підвищення температури 12-14 днів. Така крива типова для нормального двофазного менструального циклу;
II тип — наявний слабковиражений підйом температури (0,2-0,3 °C) у другу фазу. Така крива свідчить про естроген-прогестеронову недостатність;
III тип — температура підвищується незадовго перед менструацією і немає «передменструального» її падіння. Друга фаза коротша за 10 днів. Така крива характерна для двофазного менструального циклу з недостатністю другої фази;
IV тип — монотонна крива (немає змін протягом всього циклу). Така крива відзначається при ановуляторному циклі;
V тип — атипова (хаотична) температурна крива. Відзначаються великі розмахи температури, не вкладається ні в один з вищеописаних типів. Такий тип кривої може спостерігатися за вираженої естрогенної недостатності, а також може залежати від випадкових чинників.